# إربد
إِربِد مدينة أردنية تقع في شمال الاردن، مدينة تاريخية ومركز محافظة إربد في شمال الأردن وأكبر مدنها. تقع على بُعد 71 كيلو متراً شمال العاصمة عمّان، وتبعد حوالي 20 كم إلى الجنوب من الحدود السورية الأردنية. وهي ثالث أكبر مدن المملكة بعد العاصمة الأردنية والزرقاء بالنسبة لعدد السكان، حيث يبلغ عدد سكان المدينة وضواحيها أكثر من 555 ألف من دون القرى نسمة حسب الإحصاء التقديري للسكان لسنة 2019، وتقدر مساحة المدينة مع ضواحيها بحوالي 30 كيلو متر مربع. 
موقع مدينة إربد يعتبر متوسط بالنسبة لباقي مناطق المحافظة؛ إذ تقع على دائرة عرض 32 شمالاً وخط طول 35 شرقًا. تتميز الطبيعة الجغرافية للمدينة بالطبيعة السهلية، وإن كانت المناطق الغربية منها ذات طبيعة أقرب للطبيعة الجبلية.
كانت بداياتها في العصر الروماني حيث بُنيت في موقع متوسط بين مُدن حلف الديكابولس العشرة التاريخية، وأصبحت فيما بعد مركزاً من مراكز الفتح الإسلامي، يوجد في المدينة مكتبة تعد من أكبر المكتبات في الشرق الأوسط وهي مكتبة الحسين بن طلال في جامعة اليرموك.

## التسمية
تختلف الروايات عن تسمية المدينة، إذ هنالك رواية تقول بأن الاسم آشوري أُطلق على المدينة بعد احتلال الملك تغلات بلاصر الثالث لها، وتقول دائرة المعارف الإسلامية: «ليس ببعيد أن تكون الأماكن المسماة أرابيلا وأربيل وإربد الواقعة خارج آشور قد ابتناها أهل أربلا الآشورية باسم مدينتهم». وفي رواية أخرى فإن أصل اسم أرابيلا هو كلمة رومانية تعني (الأسوَد)، وقام الرومان بتبديل اسمها إلى أربيلا (Arbela)، الاسم الذي يشبه تسمية اليونان لها: أرابيلا (Άρβηλα)، وكلمة (أرابيلا) تعني الأرض الخصبة. ويقال أيضًا أن اسمها الحالي ليس إلا تحريفًا لاسم البلدة الرومانية القديمة بيت أربل (Beth Arbel)، أو أنه لفظ مشتق من كلمة (الرُبدة)؛ وذلك يعود إلى لون تربة الأرض الحمراء المصحوب بسواد الصخور البركانية المنتشرة في محيط المدينة. كما عُرفت المدينة باسم (الأقحوانة) خلال فترة الحروب الصليبية في فلسطين عام 1099 للميلاد. وورد في كتاب معجم البلدان لياقوت الحموي أن اسم المدينة كان ينطق (إربد) و (أَربد)، ونطقها العرب قديمًا بفتح الألف وسكون الراء.

## التاريخ

### العصر البرونزي
تعود مدينة إربد إلى فترة العصر البرونزي، والعصر الحديدي في حوالي سنة 3000 قبل الميلاد، واستفاد الإنسان قديمًا من الكهوف والمغاور الموجودة في منطقة تل إربد، التي أحاطها بسور ضخم من الحجارة البازلتية لحمايته من الكوارث الطبيعية وهجمات الأعداء. وتعد مدينة إربد من المستوطنات القديمة جنوبي بلاد الشام، وأن تل إربد من أكبر التلال التي صنعها الإنسان في هذه المنطقة، حيث تبلغ مساحته 200 دونم، ويعود تاريخه إلى سنة 500 قبل الميلاد، أي قبل بداية العصر البرونزي الأول، وهنالك شواهد تدل على وجود مدينة ونشاطات بشرية في الموقع تعود إلى العصر البرونزي المتوسط في ما بين سنة 2000 و 1600 قبل الميلاد، كما تشير الأدلة إلى وجود مدينة كبيرة في الموقع في العصر البرونزي المتأخر، وقد تعرضت المدينة للتدمير أكثر من مرة بسبب الحرائق والزلازل، أو بسبب الحروب التي كانت تحصل بين التجمعات السكانية في تلك الفترة؛ إذ شهدت منطقة بلاد الشام تحركات سكنية عدة، أدت إلى نشوب الحروب في المدينة، وتدميرها وإحراقها.

### تعاقب الحضارات على المدينة 745 - 333 قبل الميلاد
في عام 745 قبل الميلاد قام الآشوريون قادمين من بلاد الرافدين باحتلال المدينة، وذلك في عهد الملك تغلات بلاصر الثالث، وتم تجديد بناء المدينة في عهده، وإعادة بناء سورها القديم. ثم احتل الفراعنة المدينة في عام 590 قبل الميلاد في عهد الفرعون بسماتيك الثاني، ثم طردهم البابليون في عهد نبوخذ نصر واحتلوا المدينة عام 586 قبل الميلاد. وبعد ذلك استطاع الفرس القضاء على البابليين واحتلوا المناطق التابعة لهم بما فيها إربد عام 539 قبل الميلاد، وكانت إربد ضمن الولاية الخاصة (مزربانه عبر نهرا)، وبقيت المدينة تحت سيطرتهم إلى أن جاء الإغريق بقيادة الإسكندر المقدوني واحتلوا المدينة بانتصارهم على ملك الفرس داريوس عام 333 قبل الميلاد.

### العصر الإغريقي
تمت إعادة بناء المدينة إلى جانب بقية مدن المنطقة بأسلوب متأثر بالأسلوب الإغريقي، وأطلق عليها اسم أربيلا (Arbela)، وأراد اليونانيون جعل إربد مركزًا لنشر الثقافة اليونانية في المشرق، وذلك عن طريق التزاوج والصداقات والتحالفات، كما تمت إقامة قواعد عسكرية لحماية القوافل التجارية، وذلك للوقوف في وجه القبائل العربية القادمة من الشرق. وأصبحت إربد في قلب الطرق بين جنوب سوريا وبلاد الرافدين من جهة، والساحل الفلسطيني ومصر من جهة أخرى، وكان الحكم في إربد حكمًا ذاتيًا على الطريقة اليونانية، وكانت تسيطر على المناطق المحيطة بها من قرًى ومزارع وتجبي منها الضرائب وتشرف على الزراعة فيها.

### العصر الروماني والغساسني
أصبحت إربد خاضعة للحكم الروماني عام 64 قبل الميلاد، حيث كانت ضمن ولاية سورية وعاصمتها أنطاكية، ووجدت في المدينة مغائر من العصر الروماني وبركة ماء رومانية. لا يوجد أدلة على وجود سكان في الفترة ما بين العصر البرونزي الأول والعصر الروماني، ويرجح أن السبب هو زلزال أدى إلى جفاف مصادر المياه في المنطقة، وبقي نقص المياه عائقًا رئيسيًا أمام الحياة في المنطقة إلى أن جاء الرومان واستطاعوا أن يجلبوا المياه من قنوات مائية في باطن الأرض قريبة من الرمثا والطرة. ويعد العصر الروماني عصر النهضة لمدينة إربد اقتصاديًا واجتماعيًا وثقافيًا، وكان سبب ازدهار المدينة تجاريًا انضمامها إلى حلف الديكابولس، وكان اسمها في ذلك الوقت (أربيلا)، وكان الهدف من تأسيس حلف الديكابولس هو مواجهة دولة الأنباط في جنوب الأردن، ونشر الثقافة الرومانية، وتنظيم العلاقات التجارية بينها وبين روما. ويوجد في المدينة بناء كبير شُيد تكريمًا للإمبراطور الروماني ماركوس أنطونيوس راتيوس أغسطس. وفي القرنين الخامس والسادس الميلاديين حكم الغساسنة المدينة بقيادة الملك الحارث بن جبلة، بدعم من الإمبراطور الروماني جوستنيان؛ وذلك لمواجهة خطر المناذرة المتحالفين مع الفرس، لكن قام الفرس بغزو المنطقة ما أدى إلى تراجع قوة الغساسنة.

### العصر الإسلامي
أصبحت إربد تحت الحكم الإسلامي بعد معركة اليرموك عام 13 للهجرة، حيث قاد شرحبيل بن حسنة المسلمين إلى الانتصار على الروم والسيطرة على المدينة، كما بقيت المدينة مزدهرة في العصر الأموي؛ وذلك لقربها من عاصمة الخلافة دمشق.

## الجغرافبا والمخطط التنظيمي

خريطة للمواقع الأثرية في بعض مناطق محافظة إربد؛ ومن ضمنها مناطق ضمن حدود مدينة إربد، ضمن مشروع مخطط إربد الكبرى لعام 2030. وهو أحد مشاريع معهد عمان للتنمية الحضرية لعام 2009.

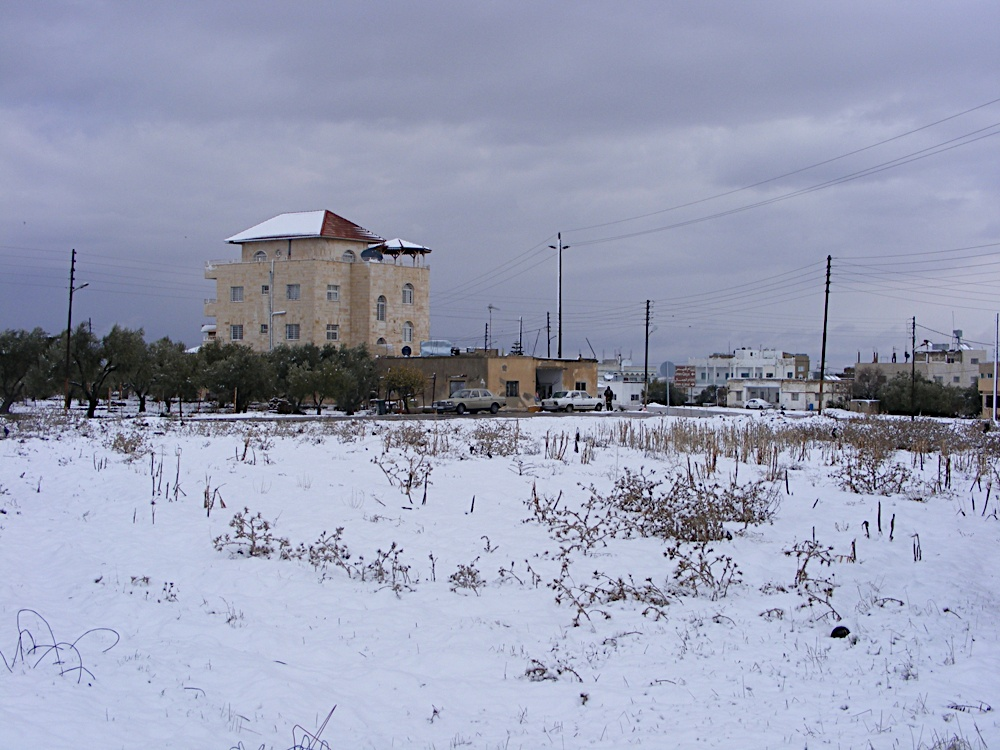
منطقة حوارة.

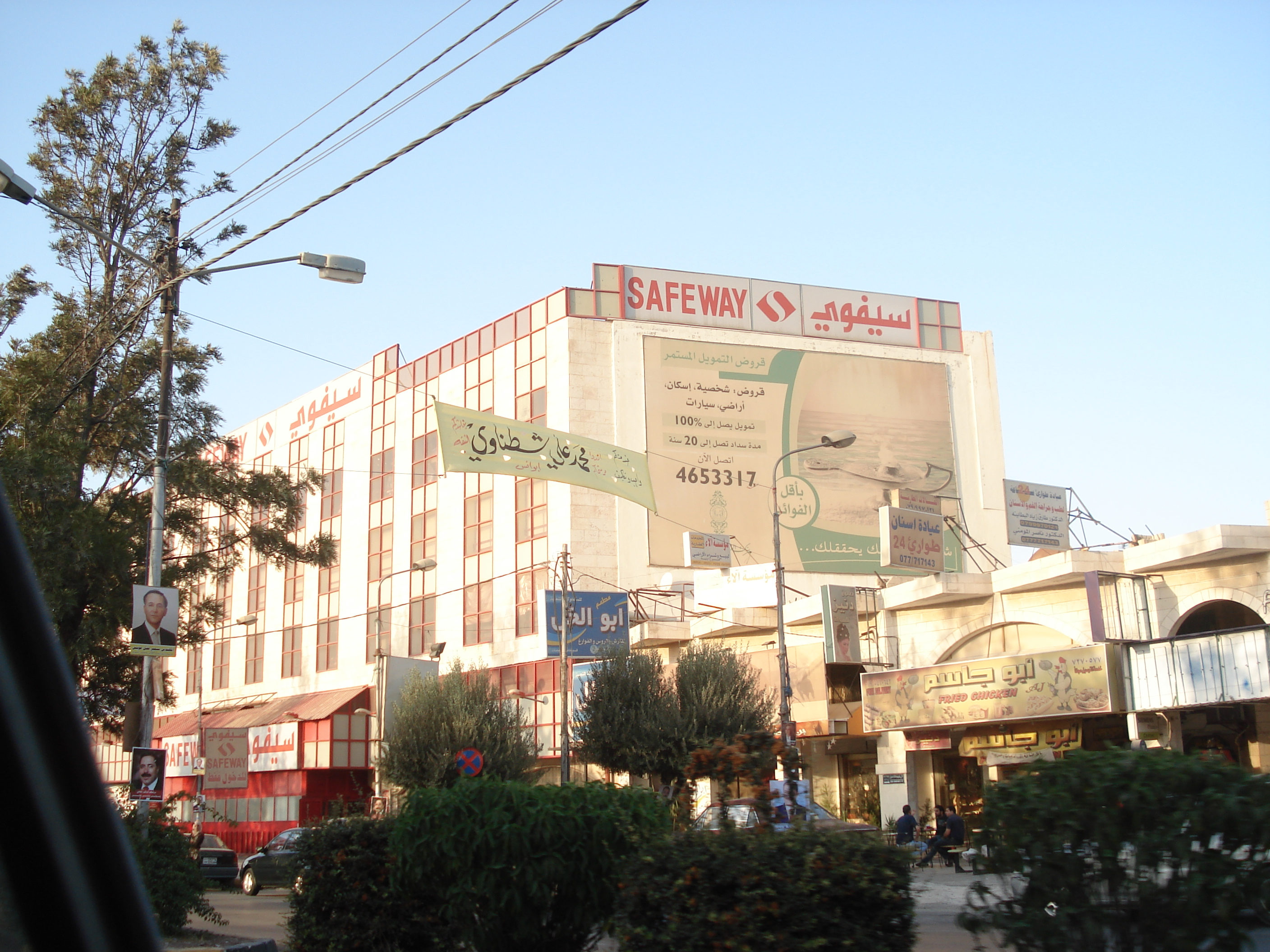
مركز تسوق سيفوي في إربد

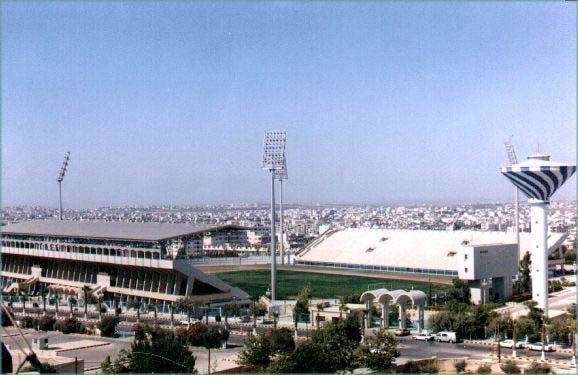
مدينة الحسن الرياضية (إربد)

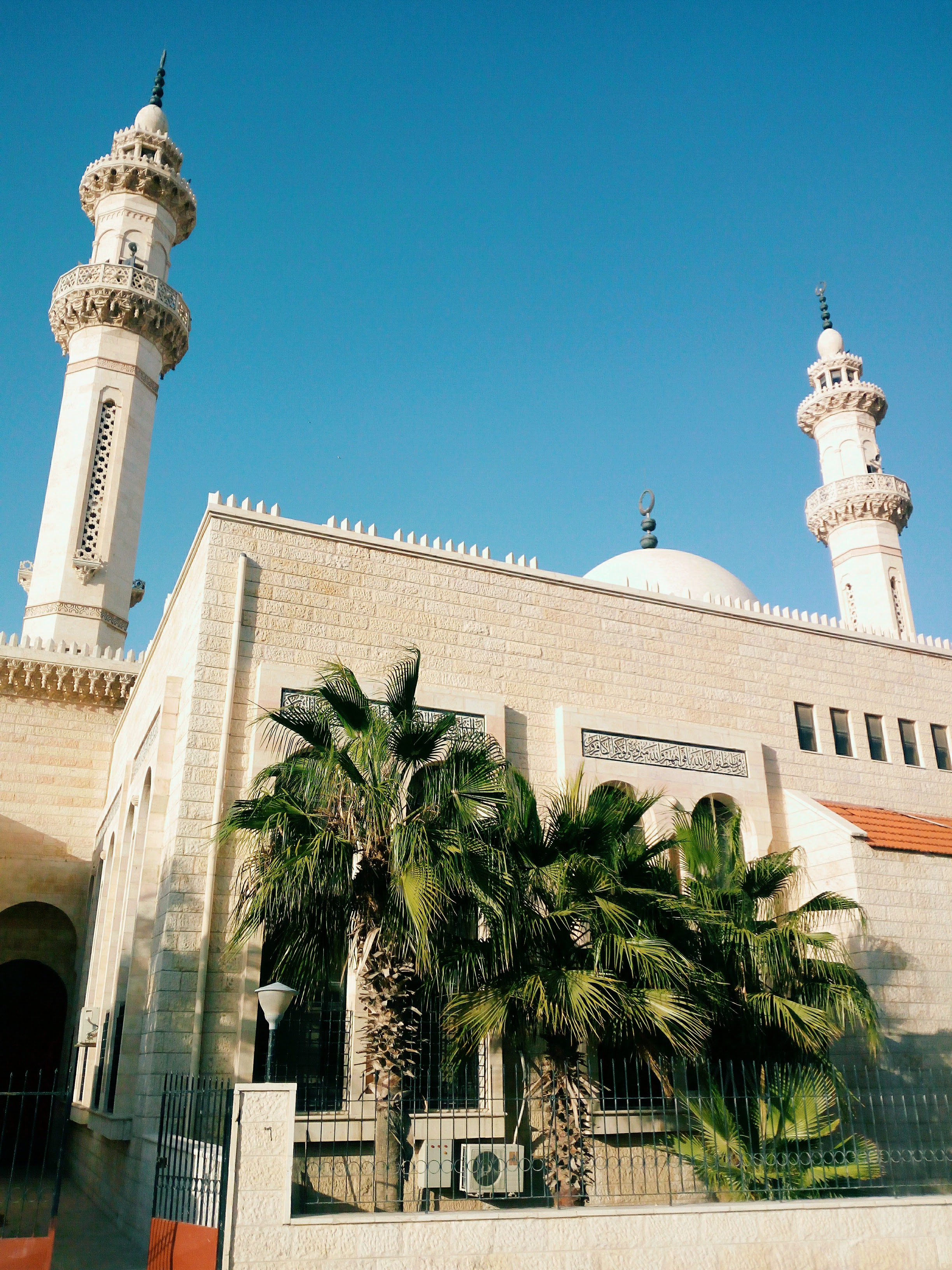
مسجد الفيحاء في اربد.

لم تتجاوز مساحة المدينة في العهد العثماني 85 هكتار (0,10 كم²) وظلت كذلك قُبيل نهاية الحرب العالمية الأولى، ولكنّها بدأت في الازدهار تدريجياً والازدياد في الحجم منذ العشرينات من القرن الماضي عندما أصبحت مركز متصرفية لواء عجلون ومركزاً تجارياً مهماً. في الثلاثينات أصبحت مساحة إربد نحو 30 هكتاراً (0,31 كم²)، وفي الخمسينات من القرن الحالي نمت إربد نمواً ملحوظاً بوصول اللاجئين الفلسطينيين لتصل مساحة المدينة إلى 131 هكتاراً (1,32 كم²). في العام 1979م بلغت المساحة حوالي 600 هكتاراً (24 كم²) وفي العام 1995م قدرت مساحة المدينة مع الضواحي بنحو 3,300 هكتاراً (33 كم²).
يتخذ المخطط التنظيمي لمدينة إربد شكلاً سداسياً، ويمتد العمران فيها على شكل محاور بمحاذاة الطرق التي تربط إربد بإقليمها. ففي اتجاه الغرب امتد العمران على طول شارع فلسطين وصولاً إلى الجانب الشمالي ليندمج بمنطقة البارحة. وفي اتجاه الجنوب امتد العمران على طول شارعي ايدون والجيش ليلتحم بحرم جامعة اليرموك. وفي اتجاه الشرق امتد العمران على طول شارع بغداد. وفي اتجاه الشمال كان لإنشاء المدينة الصناعية أثر في جذب السكان والعمران نحوها، الأمر الذي أدى إلى وصول العمران حدود بعض القرى الصغيرة الواقعة إلى الشمال من إربد، وقد امتد هذا العمران على طول شارعي حكما وعبد القادر الحسيني فغطّى المساحات الشمالية التي كانت مردومة بالإضافة إلى المسلخ القديم.
يطالب غالبية سكان محافظة إربد الحكومة الأردنية بإقامة مطار دولي على غرار مطار عمان الذي يبعد عن مدينة إربد حوالي المئة كيلو متر، يرى الإربديون أن إقامة مطار في إربد سيسهل التنقل والسفر من وإلى دول العالم كافة ويعمل على إيجاد مئات فرص العمل لأبناء المدينة وجلب الاستثمارات إلى هذه المدينة التي تتسم بالطابع الريفي بالإضافة إلى تسهيل نقل البضائع وربط شمال الأردن بجنوبه بخط جوي وبطبيعة الحال تخفيف العبء على مطار عمان.[بحاجة لمصدر]

## السكان
قُدِّر عدد سكان إربد في أواخر القرن التاسع عشر بنحو ألف نسمة، ولم يشهد هذا العدد أي زيادات ملحوظة على مرّ نصف قرن من الزمن، حيث بلغ عدد السكّان 7000 نسمة في عام 1946م. ولكن هذا العدد قفز في العام 1952م ليصل عدد السكان إلى نحو 22 ألف نسمة، وترجع هذه الزيادة إلى هجرة الفلسطينيين بعد حرب ال48. وفي تعداد عام 1961م، بلغ عدد السكان 44 ألف نسمة. وقد شهد عدد سكان مدينة إربد زيادة ملموسة ثانية بعد حرب عام 1967م بوصول النازحين الفلسطينيين إليها. بلغ عدد السكان عام 1979م نحو 113 ألف نسمة ثم قُدِّر بنحو 201,208 نسمة في العام 1995م.

### سكان مدينة اربد الأصليين
مع تقدم الزمن وتكاثر الناس، وغلبة الناس من خارج وسط المدينة للسكن فيها بشكل دائم؛ كان لا بد تبيان حقيقة واقعة للشعب بشكل عام عن السكان الأصليين لوسط مدينة اربد والذين كانوا يعيشون هنا في عمق تراث هذه المدينة القديمة والتي تُعدّ حاضرة الشمال الأردني.
نسمع بين الفينة والأخرى أن الأردن لم يكن يقطن بها سوى البدو المتنقلين بين بلاد الشام والعراق والسعودية والحقيقة هي خلاف ذلك تماماً حيث كان يسكن فيها قبل قيام إمارة شرق الأردن بأمد بعيد عشائر وعائلات كان لها دوراً محورياً في بناء المدن الأردنية من أقصى جنوبه إلى أقصى شماله.
واليوم، حاضرة الشمال وتعد عشائر عرب العمري اكبر قبيلة فيها، وتحديداً في وسط مدينة إربد كان يقطن فيها: (التل، ارشيدات، حجازي، عبندة، دلقموني، شرايري، خريس، حتاملة، ابو سالم، سكران، الشيخ حسين، كريزم، صبح، لمع، حيلواني، شبار، ابو سليم، شوتر، الجودة. الجمل، شرقطلي، بيبرس، مرزوقة، عطار، رواس، الحكيم، الشيخ سالم، الرجاّل، سوسان، ابو السميد، ابو دولة، قطرميز، المحاجنة، وغيرهم) والذين كانوا متواجدون في وسط المدينة منذ أكثر من مائة وخمسون عاماً قبل نشوء إمارة شرق الأردن وكانوا يقطنون في الحارة الفوقا والحارة التحتا حي الأفراح، والحارة الممتدة لغاية مجمع البركة القديم.
الآيام قد تبدلت وتغيرت ظروف المدينة بعد أن حدثت هجرات إليها من فلسطين نتيجة لظروف الحرب، وأنتقال الكثير من سكان القرى المجاورة للمدينة للعمل بها أو لسهولة الألتحاق بأماكن العمل في العاصمة عمان، وأصبحت المدينة اليوم تضم بين جنباتها أكثر من مليوني مواطن أردني.
ويرجع تزايد سكان مدينة إربد بشكل سريع إلى العوامل التالية:
- قدوم الفلسطينيين إلى إربد والسكن بها بعد نكبة عام 1948، ونكسة عام 1967، وحرب الخليج الثانية عام 1991.
- انضمام قرية البارحة إلى إربد عام 1962.
- الهجرة من الريف إلى المدينة –بسب توفر العمل والخدمات العامة التي تقدمها البلدية مثل الخدمات الصحية، وفتح الشوارع وتعبيد الطرق، وخدمات الإنارة ومياه الشرب، وتجميل المدينة بالإضافة إلى تنظيم الأسواق والمرور في المدينة.
- تأسيس جامعة اليرموك في إربد عام 1976، مما دفع الكثيرين من أبناء القرى المجاورة إلى الاستثمار فيها من خلال أعمال الخدمات التي تقدم إلى طلبتها وأساتذتها، مثل: فتح المكتبات، والمطاعم والاستراحات، وصالونات الحلاقة، والإكسسوارات، واستوديوهات التصوير، ومقاهي الإنترنت وبناء العمارات والمكاتب والشقق لإيجارها إلى طلبة وأساتذة الجامعة.

ويبلغ عدد سكان مدينة إربد اليوم نصف مليون نسمة، تبلُغ نسبة المواطنين الأردنيين منهم 85%. بينما البقية هم من النازحيين السوريين والجنسيات الأخرى[بحاجة لمصدر]، أما (محافظة إربد) فيبلغ عدد سكانها 1.770 مليون نسمة.
ويشكل المسلمون معظم سكان المدينة إلا أن العائلات المسيحية تشكّل نسبة لا بأس بها من سكّان المدينة ولديها حضور قوي بالمقارنة مع باقي مُدن المملكة الأردنية الهاشمية.

### نمط الحياة
يعرف نمط الحياة فيها بالهادئ أقرب إلى الريفي (القروي) يتركب سكانها من الأرياف الاصل وعدد قليل من سكانها اليوم من أصول سورية وعراقية ولبنانية ويعيش في المدينة ما يقارب 53 جنسية من حول العالم ما بين طلاب جامعات وعمال في المصانع والمدن الصناعية، اما اللهجة المستخدمة (الشائعة) هي اللهجة الحورانية في القرى والتي تسود في قرى إربد وفي لواء الرمثا ويشارك سكان إربد بها سكان محافظة درعا في سوريا، أما سكان المدينة نفسها فقد تأثروا بنزوح ولجوء الفلسطينين وصارت لهجتهم مزيجا من اللهجة الحورانية واللهجة الشامية بالإضافة إلى عدد كبير من اللهجات المختلفة نظراً إلى تنوع التركيب السكاني للمدينة.

## الاقتصاد

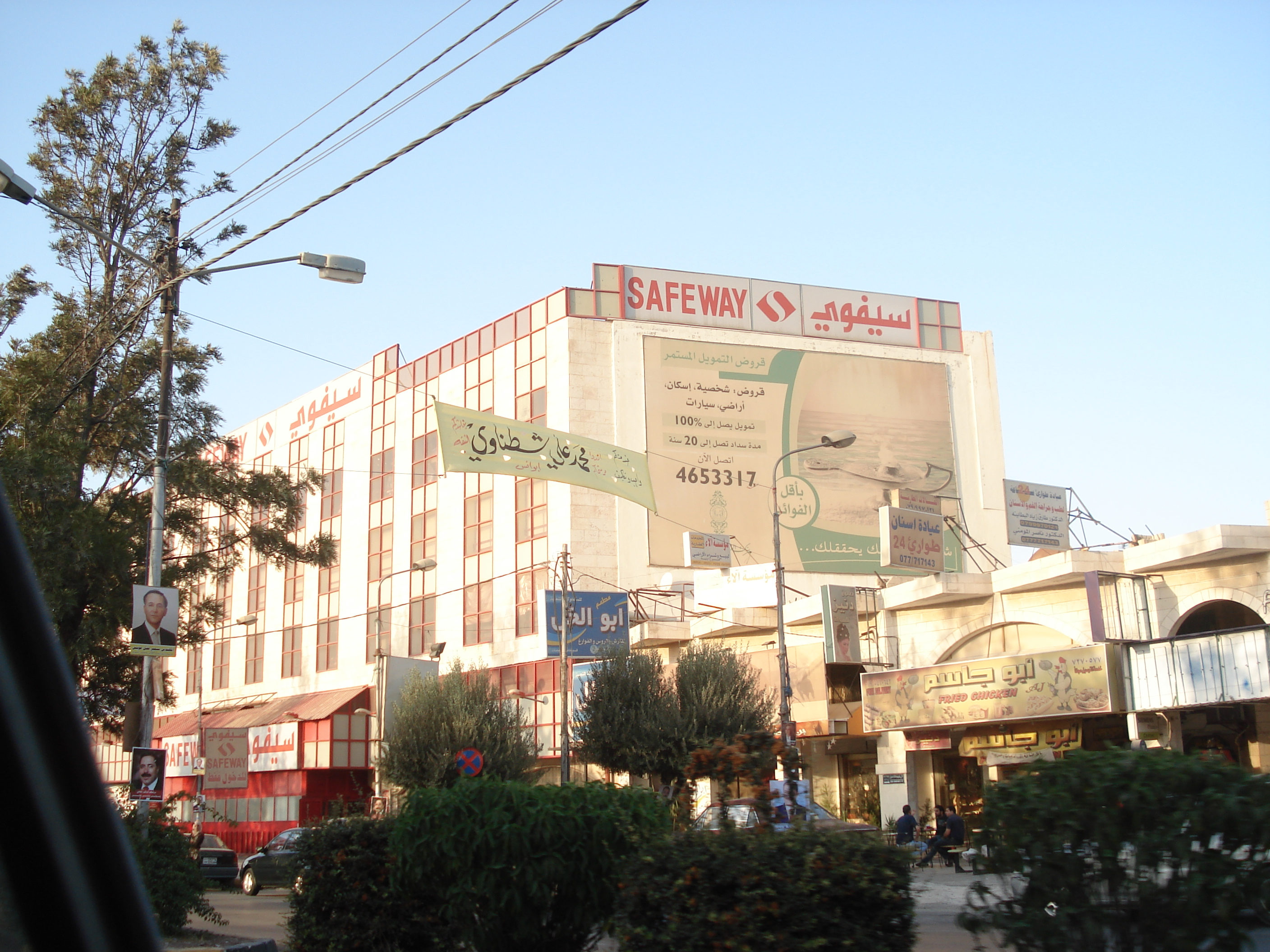
مبنى سيفوي إربد في وسط المدينة

يعتمد معظم اقتصاد المدينة على قطاع الخدمات المرتبط بشكل مباشر أو غير مباشر بمؤسسات التعليم العالي في المدينة، على سبيل المثال هناك 26 شركة لنشر الكتب في المدينة. عدد مقاهي الإنترنت للفرد هو الأعلى في العالم ودخلت المدينة موسوعة غينيس للأرقام القياسية في هذا المجال. تعتبر إربد العاصمة الثقافية للأردن.
تعتمد إربد الآن في اقتصادياتها بشكلٍ أساسي على الموارد البشرية وخاصة فئة المتعلمين نتيجة لتراجع النشاط الزراعي، إلا أن هذا لا يُقلّل من أهمّية الأنشطة الزراعية والصناعية والتجارية الأخرى، حيث أنه ونتيجة لتزايد عدد سكان المدينة الكبير أصبحت فكرة المجمعات التجارية الضخمة (المولات) توجها مقبولا من قبل المستثمرين والسكان حيث يجد المستثمرون في المدينة البيئة المناسبة لنجاح ونمو استثماراتهم كما يجد السكان في هذا النوع من المشاريع حلا لمشاكل التسوق في المدينة مثل مواقف السيارات بالإضافة إلى تجمع معظم السلع المطلوبة في مكان واحد، وبالتالي قام في المدينة عدد من المجمعات الكبيرة وهناك توجه لإقامة مجمعات جديده.

صحف اعلانية توزع في مدينة اربد

وبسب الانتشار الواسع للشركات التجارية والصناعية ظهر في إربد ما نطلق عليه الصحف الإعلانية ذات التوزيع المجاني بشكل كبير مثل الشهرة والوسيط إربد والمرساة ونيشان والاسبوعية.

## المناخ
مناخ إربد هو مناخ البحر الأبيض المتوسط مثل معظم مناطق بلاد الشام، ويوصف بأنه حار جاف صيفاً وبارد ماطر شتاءً، حيث تصل درجة الحرارة في الصيف إلى حوالي 35 درجة سيليسوس، أما في الشتاء تكون حوالي 5 درجات سليسوس وقد تنخفض إلى صفر درجة سيليسوس وتهطل الثلوج بشكل نادر، أما فصل الربيع ينمو العشب الأخضر وتنتشر الزهور خصوصاً في الأغوار والسهول.
| البيانات المناخية لـإربد                                                                         | البيانات المناخية لـإربد | البيانات المناخية لـإربد | البيانات المناخية لـإربد | البيانات المناخية لـإربد | البيانات المناخية لـإربد | البيانات المناخية لـإربد | البيانات المناخية لـإربد | البيانات المناخية لـإربد | البيانات المناخية لـإربد | البيانات المناخية لـإربد | البيانات المناخية لـإربد | البيانات المناخية لـإربد | البيانات المناخية لـإربد |
| الشهر                                                                                            | يناير                    | فبراير                   | مارس                     | أبريل                    | مايو                     | يونيو                    | يوليو                    | أغسطس                    | سبتمبر                   | أكتوبر                   | نوفمبر                   | ديسمبر                   | المعدل السنوي            |
| ------------------------------------------------------------------------------------------------ | ------------------------ | ------------------------ | ------------------------ | ------------------------ | ------------------------ | ------------------------ | ------------------------ | ------------------------ | ------------------------ | ------------------------ | ------------------------ | ------------------------ | ------------------------ |
| متوسط درجة الحرارة الكبرى °م (°ف)                                                                | 12.9 (55.2)              | 14.1 (57.4)              | 16.9 (62.4)              | 22.1 (71.8)              | 26.9 (80.4)              | 29.9 (85.8)              | 31.1 (88.0)              | 31.3 (88.3)              | 29.8 (85.6)              | 26.6 (79.9)              | 20.6 (69.1)              | 15 (59)                  | 23.1 (73.6)              |
| متوسط درجة الحرارة الصغرى °م (°ف)                                                                | 4.9 (40.8)               | 5.4 (41.7)               | 7.3 (45.1)               | 10.6 (51.1)              | 14.1 (57.4)              | 17.4 (63.3)              | 19.2 (66.6)              | 19.6 (67.3)              | 18.2 (64.8)              | 15.1 (59.2)              | 10 (50)                  | 6.4 (43.5)               | 12.4 (54.2)              |
| الهطول مم (إنش)                                                                                  | 111.6 (4.39)             | 92.3 (3.63)              | 87.5 (3.44)              | 25.7 (1.01)              | 6.7 (0.26)               | 0.6 (0.02)               | 0 (0)                    | 0 (0)                    | 0.7 (0.03)               | 13.2 (0.52)              | 50.4 (1.98)              | 82.9 (3.26)              | 471.6 (18.54)            |
| متوسط أيام هطول الأمطار                                                                          | 11.3                     | 10.6                     | 9.4                      | 4.6                      | 2                        | 0.2                      | 0                        | 0                        | 0.2                      | 3.2                      | 6.0                      | 9.6                      | 57.1                     |
| المصدر: المنظمة العالمية للأرصاد الجويةClimate Charts for mean, yearly temperatures and humidity |                          |                          |                          |                          |                          |                          |                          |                          |                          |                          |                          |                          |                          |

## المستشفيات
في إربد عدة مستشفيات، سعتها أكثر من 3500 سرير بالإضافة إلى العيادات الصحية (3 عيادات) والصيدليات، ومن بعض مستشفيات المدينة:
- مستشفى الأميرة بسمة التعليمي (حكومي)
- مستشفى الأميرة بديعة (حكومي)
- مستشفى الأميرة رحمة (حكومي)
- مستشفى إربد التخصصي (خاص).
- مستشفى إربد الإسلامي (خاص)
- مستشفى القواسمي التخصصي (خاص)
- مستشفى ابن النفيس التخصصي (خاص)
- مستشفى النجاح (خاص)
- مستشفى ابن النفيس (خاص)
- مستشفى الراهبات الوردية (خاص)

## التعليم

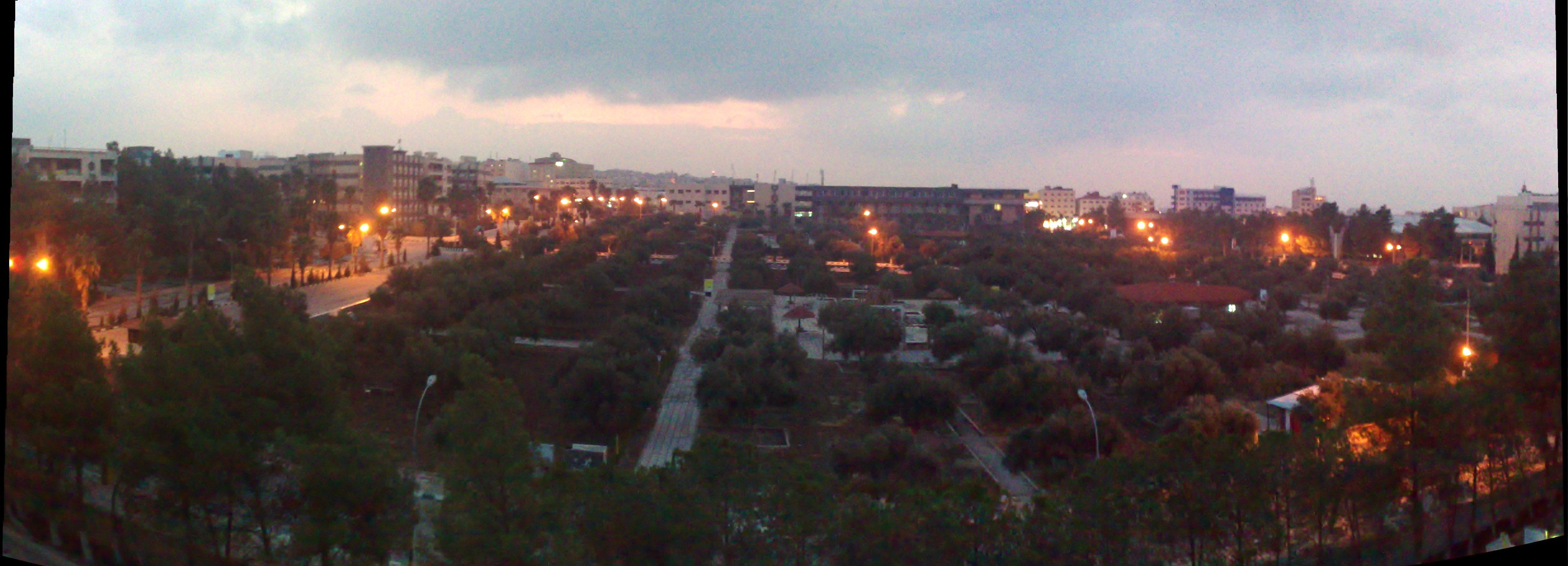
جامعة اليرموك.

عندما تأسست إمارة شرق الأردن، دخلت الحركة التعليمية مرحلة جديدة، فزاد عدد المدارس وتغيّرت روح التعليم العصرية والبرامج الحديثة، فانتشرت المدارس في كل حي وشارع من مدينة إربد، وصار في كل قرية وبلدة مدارس تضم جميع مراحل التعليم. واليوم تضم إربد عدداً من الكليات الجامعية المتوسطة، منها كلية حوارة، وكلية إربد للبنات، وكلية الرازي وكلية ابن خلدون، وكلية غرناطة، وكلية قرطبة، وكلية عجلون، وكلية جرش بالإضافة إلى جامعة اليرموك والبلقاء التطبيقية فرع الحصن، بالإضافة إلى الجامعات الأهلية وعددها اثنتين.
وتعد المدرسة الرشدية في اربد اول مدرسة تاسس في العهد العثماني عام 1899، وبناها مجلس المعارف لولاية دمشق، بعد مراسلات أهالي مدينة إربد مع المسؤولين في الإدارة العثمانية.

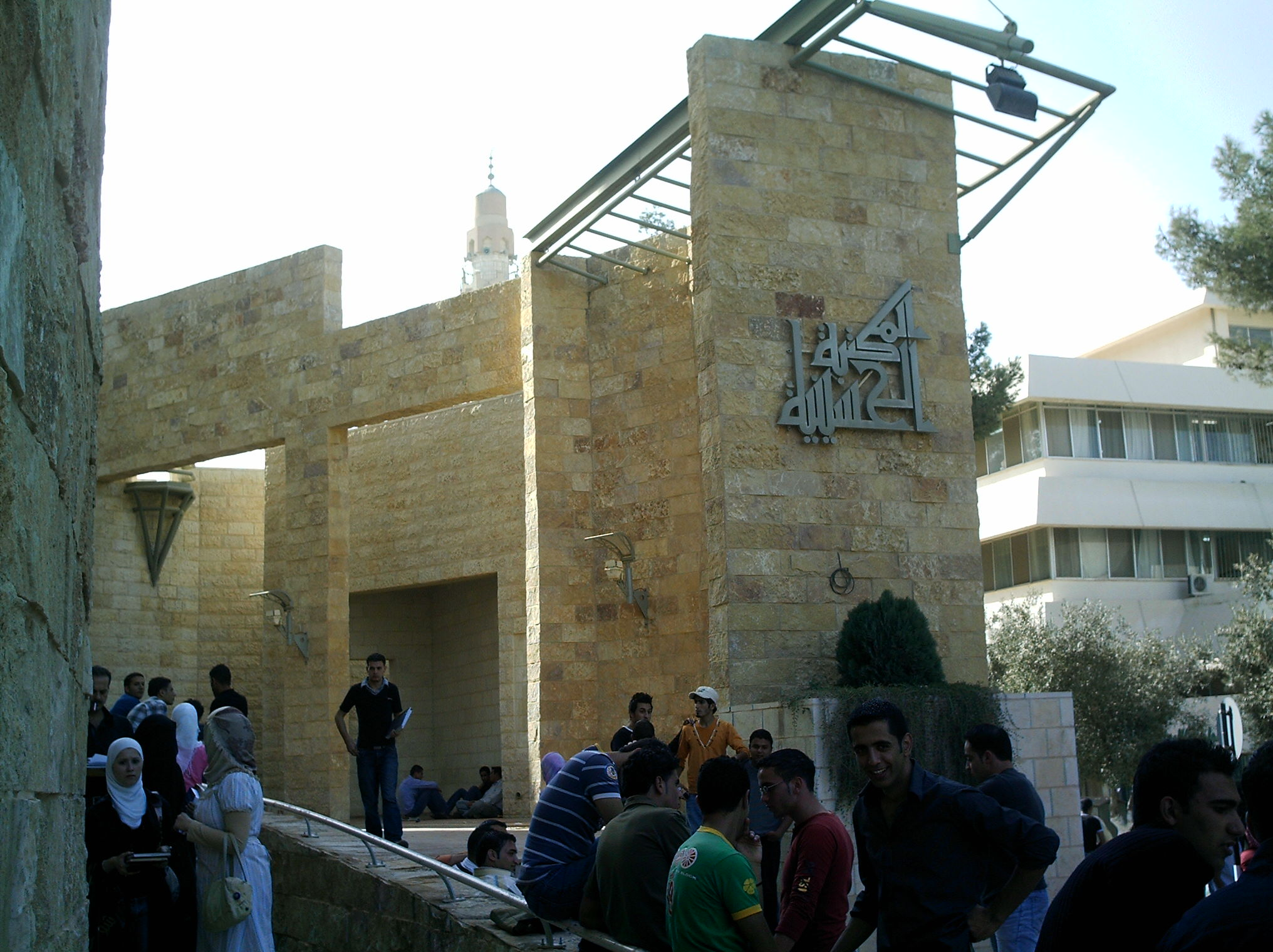
مكتبة جامعة اليرموك في إربد

## الرياضة
تحتوي مدينة إربد على ثلاث أندية في مصاف الدرجة الممتازة لكرة القدم وهي أندية العربي والحسين إربد وكفرسوم. فاز العربي بكأس الأردن عام 1986م فيما نال الحسين إربد درع الاتحاد أعوام 1994 و 2002، 2005 وكأس الكؤوس لموسم 2003 و الدوري الاردني للمحترفين لموسم 2023 ونال كفرسوم درع الاتحاد عام 1996.
كما تشارك أندية العربي والحسين وكفرسوم في دوري أندية الدرجة الأولى بكرة اليد. ولهذه الفرق تاريخ عريق في هذه اللعبة إذ حقق العربي بطولة كرة اليد على مدار 10 سنوات متواصلة خلال عقدي الثمانينيات والتسعينيات من القرن الماضي. أمّا على صعيد دوري كرة السلة فينافس نادي الحسين على المراكز المتقدمة ويلعب نادي الاشرفية في الدرجة الممتازة. حصد رياضيو مدينة إربد مراكز متقدمة في عدة بطولات جماعية وفردية، منهم طلال العناقرة، ماريا محمد طارق البركات، مركز شباب الحسين الفني (1974 - 1979)، وبعد انتهاء المركز انضوت تحت لواء النادي العربي الأردني باسم الفرقة الفنية (التمثيل والمسرح).

## الثقافة ومعالم التراث

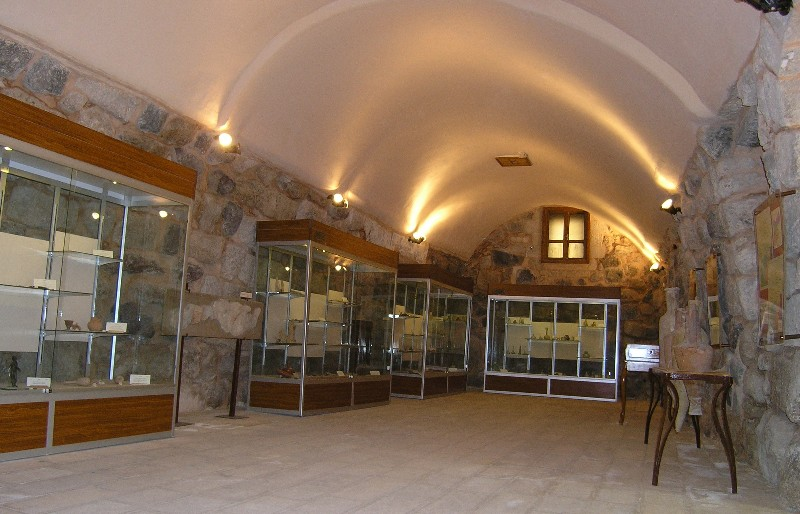
متحف الآثار في إربد

يوجد في مدينة إربد الكثير من المعالم التراثية التي تعبر عن تاريخ المدينة وعمقها الحضاري وما زالت قائمة ومنها:
- متحف دار السرايا
- متحف التراث الشعبي
- متحف الآثار في إربد
- تل إربد
- سور إربد القديم
- برج المراقبة في وادي الغفر
- المسجد المملوكي القديم

تل الحصن الأثري جنوب إربد

- منزل علي خلقي الشرايري يتم ترميمه الآن.
- مسجد إربد الكبير
- مدرسة إربد التجهيزية (الرشيدية)
- فندق الملك غازي: أسسه الحاج عبد الرحمن محمد عايد حجازي وسبب التسمية بفندق غازي على اسم الملك غازي بن فيصل الهاشمي ملك العراق آنذاك. وكان فندق غازي أول فندق في إربد وكان قبل هذا من أراد المبيت في إربد يقصد المضافات
- دار النابلسي وقد أصبحت متحفاً وحديقة لمنطقة وسط البلد
- دار عبد الله الجودة
- منزل شاعر الأردن عرار
- سوق الصاغة القديم
- بيت أبو رجيع وبيت سعيد جمعة.
- عمارة محمود جمعة.
- قصر الملكة مصباح بناه المعماري فالح كريزم
- بيت حسن الشيخ حسين
- بيت الجيزاوي
- بيت الجمل
- جورة القحار
- دخلة الأصلع
- بيت الشريف (الملاصق لبيت النابلسي)

### مواقعٌ أثرية
تتواجد في المدينة منازل ومواقعٌ أثرية عِدّة تعتبر من تراث المدينة مثل السرايا التركي والمسجد المملوكي (مسجد أبو ذر الغفاري) أو ما يسمى بالجامع الغرب ومتحف إربد (بيت النابلسي) وبيت عرار ومتحف بلدية إربد الكبرى بالإضافة إلى العديد من المنازل التي يزيد عمرها عن مائة سنة ولها تاريخ مُسجّل وعريق مثل منزل علي خلقي الشرايري وغيره من البيوت القديمة الواقعة ضمن مُحيط مدينة إربد القديمة. ومع ذلك فإن المدينة تفتقر لوجود فنادق سياحية ومطاعم عالية الجودة.

## أهم الميادين

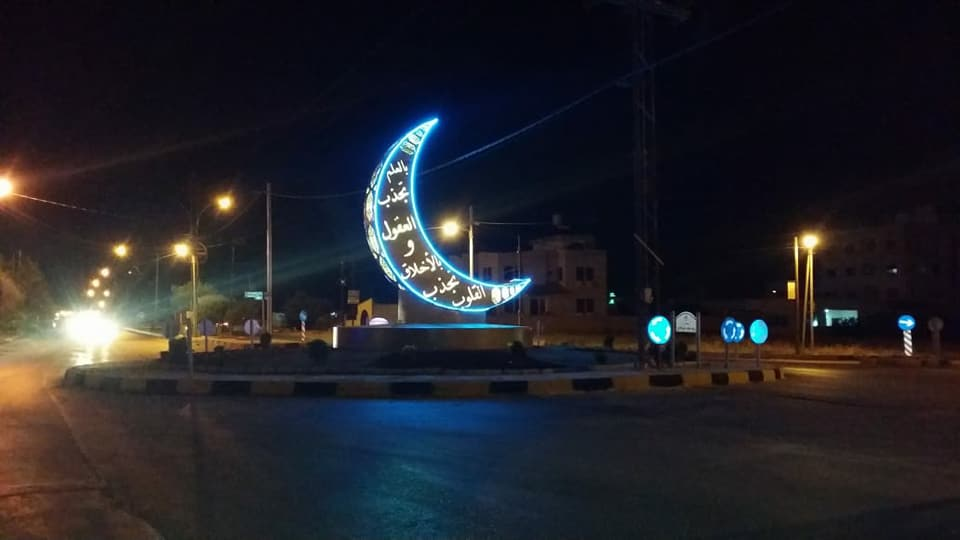
إحدى الميادين بمدينة إربد.

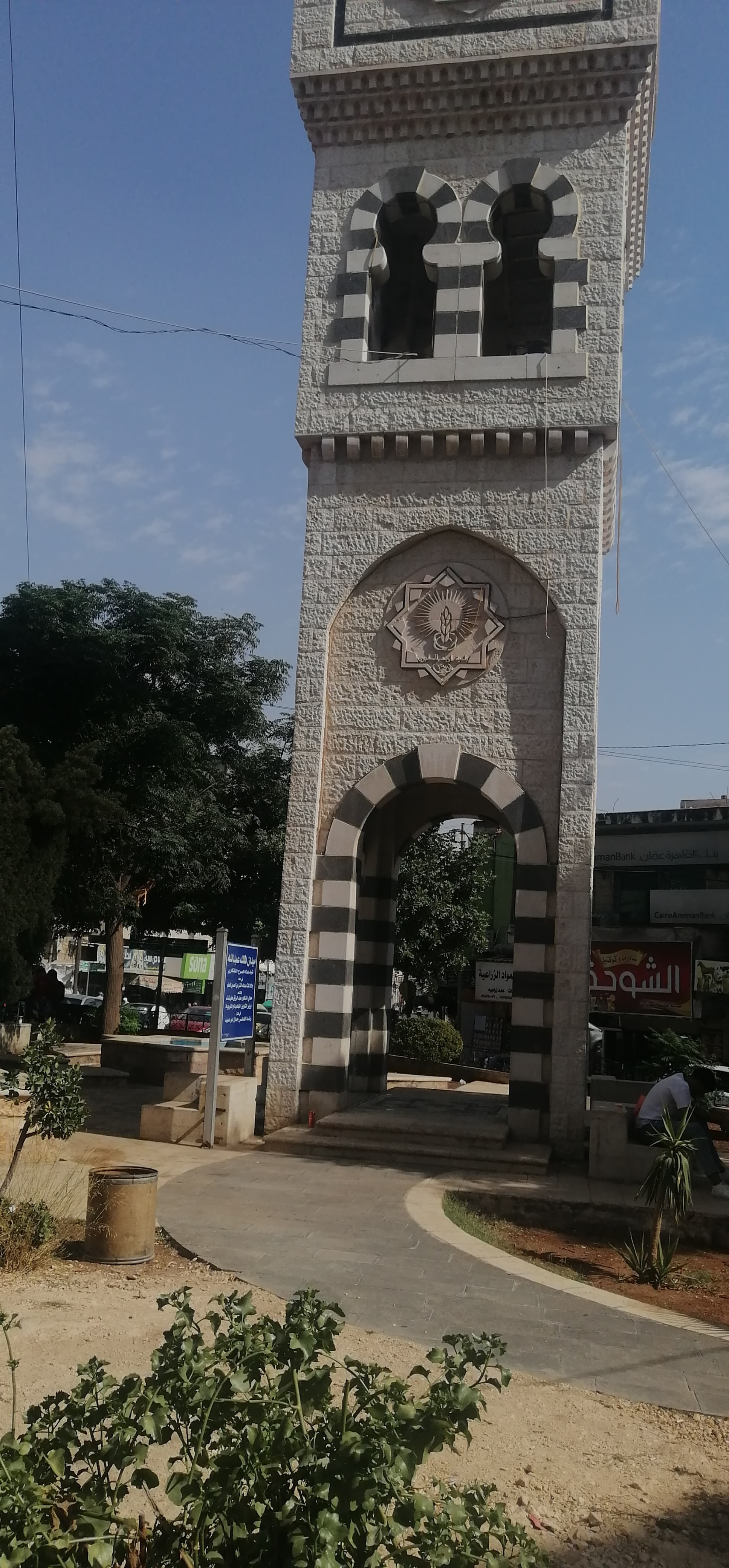
برج الساعةفي وسط مدينة اربد اربد

يوجد في مدينة إربد ثمانية ميادين رئيسية تربط أهم شوارع المدينة يبعضها وهي:
1. ميدان الزهور
2. ميدان الجامعة (جامعة اليرموك)
3. ميدان وصفي التل
4. ميدان القبة
5. ميدان مجمع النقابات
6. ميدان علي خلقي الشرايري
7. ميدان فضل الدلقموني
8. ميدان محمد الدرة
9. ميدان الصعابنه
10. ميدان الثقافة
11. ميدان الشهداء

## مدينة إربد والرحالة الأجانب
زار إربد الكثير من الرحالة في العصور القديمة منهم:
- المؤرخ الروماني تاسيتوس
- الرحالة الألماني شومخر
- الرحالة السويسري يوهان بركهارت: زار إربد في العام 1812.
- ج.س. بكنجهام: إنجليزي زار إربد عام 1816، وذكر زيارته في كتابه «أسفار في فلسطين».
- إدوارد روبنصون: أمريكي زار إربد عام 1852،
- الدكتور سيلاه مرل: زار إربد عام 1852.
- لورنس أوليفانت: زار إربد عام 1879.
- ستيوارت أرسكين: إنجليزي زار إربد عام 1924

## المطبخ
من الأكلات الشعبية في محافظة إربد:
- المنسف
- المكمورة
- كباب
- المطابقة
- المقلوبة
- المسخن
- المفتول
- الدفين (الفريكة)

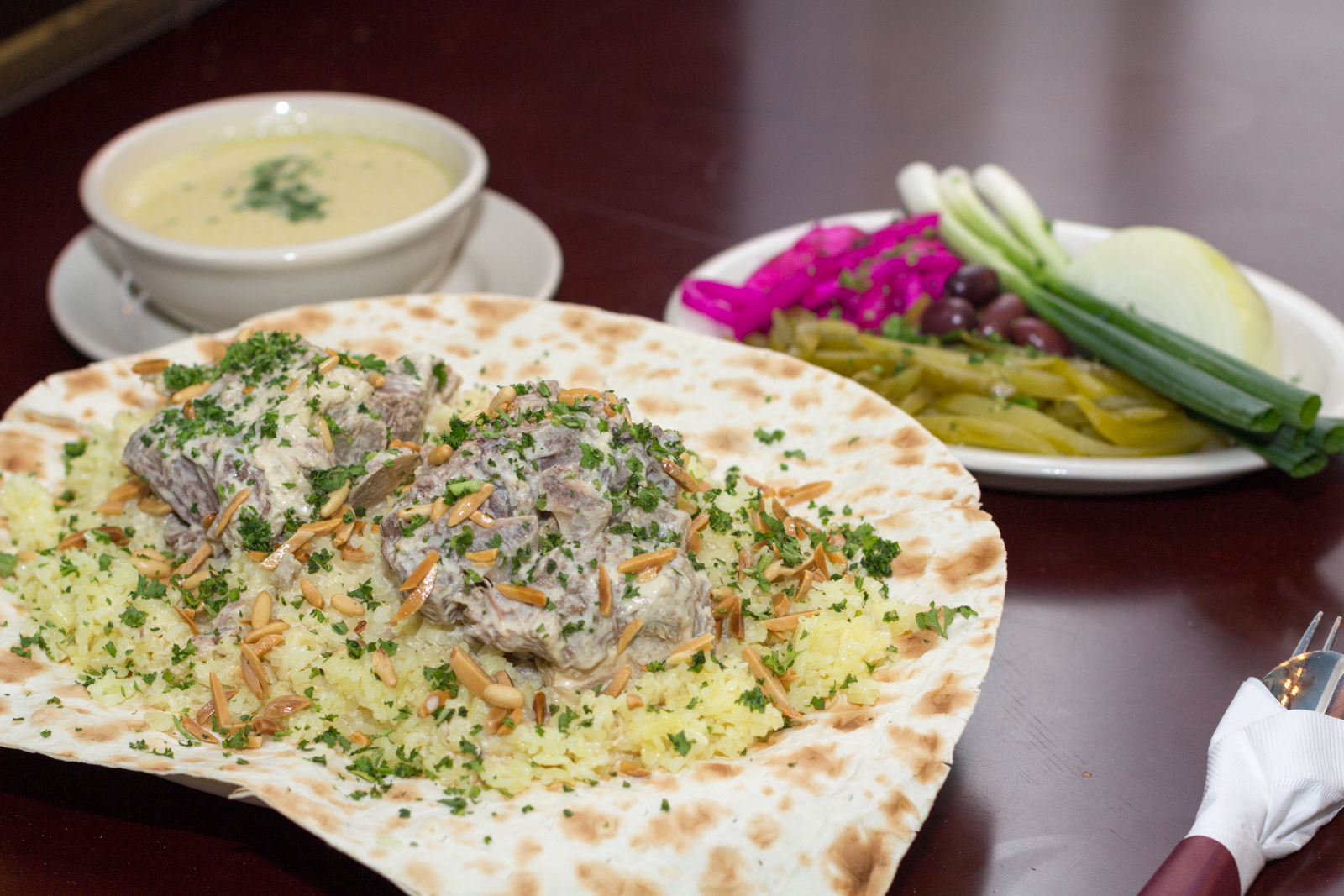
منسف أردني

- الجعاجيل وتعتبر من الأكلات الشعبية المحبوبة.

## مدن شقيقة
- رومانيا، ياش
- تركيا، غازي عنتاب
- الصين، تشنغتشو

## معرض الصور

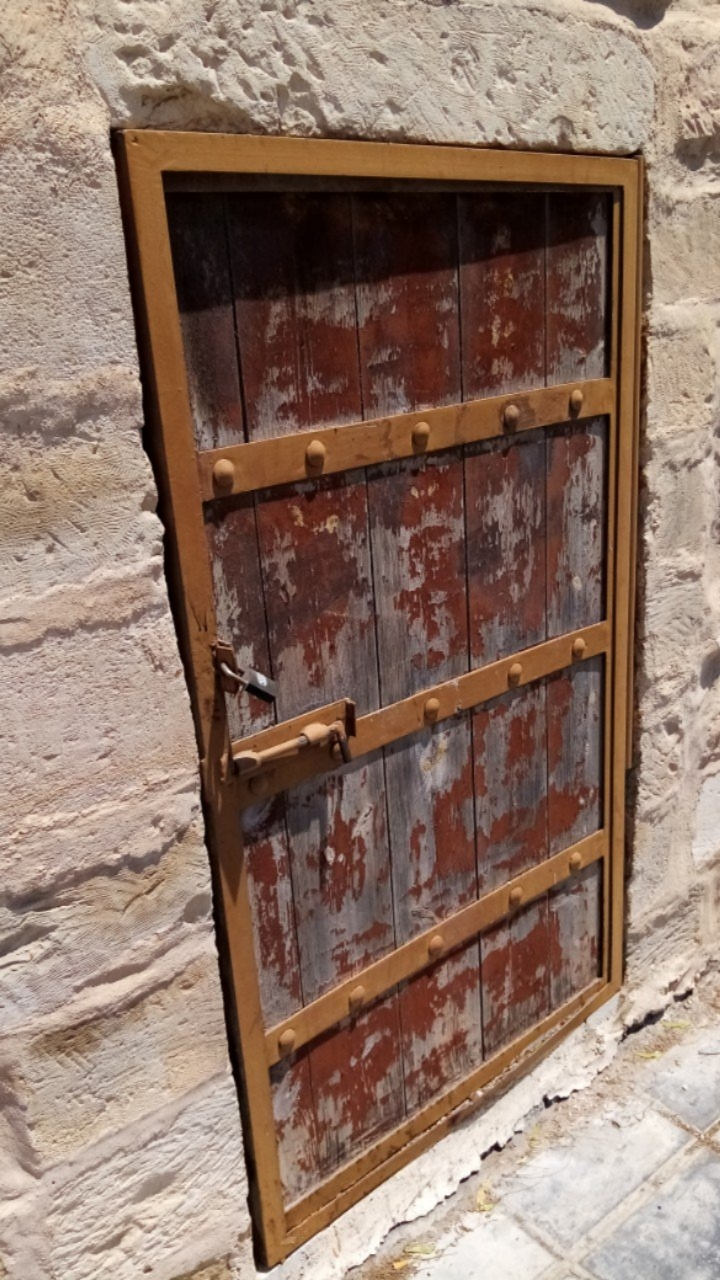
السرايا في تل اربد

## وصلات خارجية
- موقع بلدية إربد الكبرى - الصفحة الرئيسية
- إربد مدينة الثقافة الأردنية
- أبرز المواقع السياحية في محافظة إربد
- متاحف في مدينة إربد
- صور من إربد
- راديو الحصن اف ام